# Renato di Cossé
Renato di Cossé (1460 – castello di Brissac, 21 aprile 1540) è stato un nobile francese, signore di Brissac, nonché Gran panettiere, Gran falconiere di Francia, governatore dell'Angiò, capitano del castello di Angers e ufficiale giudiziario di Caux dal 1505 al 1540.

## Biografia
Egli acquistò il castello e il feudo di Brissac da Luigi di Brézé il 26 maggio 1502 e fece costruire la chiesa di Brissac-Quincé. Insieme alla moglie accompagnò gli infanti reali in Spagna poiché il sovrano iberico li aveva chiesti come riscatto del loro padre, Francesco I, imprigionato dopo la battaglia di Pavia del 1525, e visse con loro la prigionia, da cui tornò nel 1530.